# Primula specuicola
Primula specuicola är en viveväxtart som beskrevs av Rydberg. Primula specuicola ingår i släktet vivor, och familjen viveväxter. Inga underarter finns listade i Catalogue of Life.

## Bildgalleri